# Vera Popkova
Vera Ivanovna Kabrenjuk-Popkova (rusko Вера Ивановна Кабренюк-Попкова), ruska atletinja, * 2. april 1943, Čeljabinsk, Sovjetska zveza, † 29. september 2011, Lvov, Ukrajina.
Nastopila je na olimpijskih igrah leta 1968 ter osvojila bronasto medaljo v štafeti 4×100 m, v teku na 200 m se je uvrstila v polfinale. Na evropskem prvenstvu leta 1966 je osvojila bronasti medalji v tek na 200 m in štafeti 4×100 m, na evropskem dvoranskem prvenstvu leta 1971 pa naslova prvakinje v teku na 400 m in štafeti 4x400. Dvakrat je leta 1968 s sovjetsko štafeto postavila svetovni rekord v štafeti 4 x 100 m.